# 2018 FIFAワールドカップ・ヨーロッパ予選プレーオフ
2018 FIFAワールドカップ・ヨーロッパ予選に於いて、各組2位チームによるプレーオフ(公式的には2次予選)の結果をまとめたものである。
プレーオフは、2017年11月9日-11月11日及び11月12日-11月14日に実施された。

## 選抜方式
グループリーグ各組2位のチームのうち、成績上位の8チームを2チームずつ4組に分け、ホーム・アンド・アウェー方式で対戦を行う。各勝者が本大会出場権を得る。2戦合計得点が同じの場合はアウェイゴールが多い方を勝者とする。
なお、グループリーグ各組2位のチームの成績を比較する際、6チームが属するグループのチームについては、チーム数を合わせて比較するため、当該グループの最下位チームとの対戦戦績を除外する。

### 各組2位チーム同士の比較
1. 得失点差
2. 得点数

| 組 | チーム         | 試 | 勝 | 分 | 敗 | 得 | 失 | 差  | 点 | グループ最下位 （対戦成績,合計得点-合計失点） |
| -- | -------------- | -- | -- | -- | -- | -- | -- | --- | -- | --------------------------------------------- |
| B  | スイス         | 8  | 7  | 0  | 1  | 18 | 6  | +12 | 21 | アンドラ(2勝,5-1)                             |
| G  | イタリア       | 8  | 5  | 2  | 1  | 12 | 8  | +4  | 17 | リヒテンシュタイン(2勝,9-0)                   |
| E  | デンマーク     | 8  | 4  | 2  | 2  | 13 | 6  | +7  | 14 | カザフスタン(2勝,7-2)                         |
| I  | クロアチア     | 8  | 4  | 2  | 2  | 8  | 4  | +4  | 14 | コソボ(2勝,7-0)                               |
| A  | スウェーデン   | 8  | 4  | 1  | 3  | 18 | 9  | +9  | 13 | ベラルーシ(2勝,8-0)                           |
| C  | 北アイルランド | 8  | 4  | 1  | 3  | 10 | 6  | +4  | 13 | サンマリノ(2勝,7-0)                           |
| H  | ギリシャ       | 8  | 3  | 4  | 1  | 9  | 5  | +4  | 13 | ジブラルタル(2勝,8-1)                         |
| D  | アイルランド   | 8  | 3  | 4  | 1  | 7  | 5  | +2  | 13 | モルドバ(2勝,5-1)                             |
| F  | スロバキア     | 8  | 4  | 0  | 4  | 11 | 6  | +5  | 12 | マルタ(2勝,6-1)                               |

前述のとおり、今回は全てのグループが6チームだが、プレーオフ進出チームはグループ最下位との対戦成績を除外して決定した。
全グループの2位チームが最下位チーム相手に2勝 (勝ち点6)し、かつ勝ち点の差でスロバキアが敗退になったため、これによりプレーオフ進出チームが変わることはなかった。

## シード順
組み合わせ抽選会は、2017年10月17日にスイス・チューリッヒにて行われた。シード順は2017年10月発表のFIFAランキングを基に振り分けられた。
| ポット1                                               | ポット2                                                           |
| ----------------------------------------------------- | ----------------------------------------------------------------- |
| スイス(11) イタリア(15) クロアチア(18) デンマーク(19) | 北アイルランド(23) スウェーデン(25) アイルランド(26) ギリシャ(47) |

- チーム名の後の数字は、2017年10月発表のFIFAランキングの順位[3]。

## 試合結果
2017年11月9日〜同11日に第1戦、同12日〜同14日に第2戦が開催された。

| チーム #1      | 合計  | チーム #2    | 第1戦 | 第2戦 |
| -------------- | ----- | ------------ | ----- | ----- |
| 北アイルランド | 0 - 1 | スイス       | 0 - 1 | 0 - 0 |
| クロアチア     | 4 - 1 | ギリシャ     | 4 - 1 | 0 - 0 |
| デンマーク     | 5 - 1 | アイルランド | 0 - 0 | 5 - 1 |
| スウェーデン   | 1 - 0 | イタリア     | 1 - 0 | 0 - 0 |

試合時間は中央ヨーロッパ時間(CET) (括弧内は現地時間)。

### 北アイルランド 対 スイス
| 2017年11月9日 20:45 (19:45 UTC+0) |

| 北アイルランド | 0 - 1                           | スイス                                          |
|                | レポート (FIFA) レポート (UEFA) | リカルド・ロドリゲス (サッカー選手) 58分 (pen.) |

| ウィンザー・パーク (ベルファスト) 観客数: 18,269人 主審: オヴィディウ・ハツェガン (ルーマニア) |

| 2017年11月12日 18:00 (18:00 UTC+1) |

| スイス | 0 - 0                           | 北アイルランド |
|        | レポート (FIFA) レポート (UEFA) |                |

| ザンクト・ヤコブ・パルク (バーゼル) 観客数: 36,000人 主審: フェリックス・ブリッヒ (ドイツ) |

二試合合計スコア 0 - 1でスイスがワールドカップ出場権を獲得

### クロアチア 対 ギリシャ
| 2017年11月9日 20:45 (20:45 UTC+1) |

| クロアチア | 4 - 1                           | ギリシャ                              |
| ルカ・モドリッチ 13分 (pen.) · ニコラ・カリニッチ 19分 · イヴァン・ペリシッチ 33分 · アンドレイ・クラマリッチ 49分 | レポート (FIFA) レポート (UEFA) | ソクラティス・パパスタソプーロス 30分 |

| スタディオン・マクシミール (ザグレブ) 観客数: 30,013人 主審: ジャンルカ・ロッキ (イタリア) |

| 2017年11月12日 20:45 (21:45 UTC+2) |

| ギリシャ | 0 - 0                           | クロアチア |
|          | レポート (FIFA) レポート (UEFA) |            |

| スタディオ・ヨルギオス・カライスカキス (ピレウス) 観客数: 18,667人 主審: ビョルン・カイペルス (オランダ) |

二試合合計スコア 4 - 1でクロアチアがワールドカップ出場権を獲得

### デンマーク 対 アイルランド
| 2017年11月11日 20:45 (20:45 UTC+1) |

| デンマーク | 0 - 0                           | アイルランド |
|            | レポート (FIFA) レポート (UEFA) |              |

| パルケン・スタディオン (コペンハーゲン) 観客数: 36,189人 主審: ミロラド・マジッチ (セルビア) |

| 2017年11月14日 20:45 (19:45 UTC+0) |

| アイルランド           | 1 - 5                           | デンマーク |
| シェイン・ダフィー 6分 | レポート (FIFA) レポート (UEFA) | アンドレアス・クリステンセン 29分 · クリスティアン・エリクセン 32分, 63分, 74分 · ニクラス・ベントナー 90分 (pen.) |

| アビバ・スタジアム (ダブリン) 観客数: 50,000人 主審: シモン・マルチニアク (ポーランド) |

二試合合計スコア 5 - 1でデンマークがワールドカップ出場権を獲得

### スウェーデン 対 イタリア
| 2017年11月10日 20:45 (20:45 UTC+1) |

| スウェーデン            | 1 - 0                           | イタリア |
| ヤコブ・ヨハンソン 61分 | レポート (FIFA) レポート (UEFA) |          |

| フレンズ・アレーナ (ソルナ) 観客数: 49,193人 主審: ジュネイト・チャクル (トルコ) |

| 2017年11月13日 20:45 (20:45 UTC+1) |

| イタリア | 0 - 0                           | スウェーデン |
|          | レポート (FIFA) レポート (UEFA) |              |

| スタディオ・ジュゼッペ・メアッツァ (ミラノ) 観客数: 72,696人 主審: アントニオ・マテウ・ラオス (スペイン) |

二試合合計スコア 1 - 0でスウェーデンがワールドカップ出場権を獲得